# Karen Ytting
Karen Elisabeth Ytting (21. juli 1931 i København – 21. oktober 2009) var socialchef og senere socialdirektør i Høje-Taastrup Kommune, og samtidig var hun en fremtrædende skikkelse i kvindebevægelsen.
Hun voksede op i et socialdemokratisk hjem, tog eksamen som socialrådgiver i 1960 og ledede Mødrehjælpen i Næstved 1968-75. I 1965 kom hun ind i bestyrelsen for Danske Kvinders Nationalråd som afløser for sin daværende chef i Mødrehjælpen, Vera Skalts. Det blev begyndelsen på en lang karriere inden for denne organisation, hvor hun var formand i to perioder, 1972-76 og 1978-87. Hun trak sig fra formandsposten, da hun 1975 blev leder af socialcentret i Vestsjællands Amt, men vendte tilbage i 1978. Hun blev pensioneret fra sin kommunale stilling i 1992.
1967-70 sad hun i Justitsministeriets Svangerskabskommission, og fra 1972 var hun medlem af Kvindekommissionen, der banede vejen for Ligestillingsrådet. Her sad hun med fra starten i 1975, 1979-87 som næstformand. Hun har endvidere været medlem af hovedbestyrelserne i Socialrådgiverforeningen 1962-76 og Dansk Røde Kors 1972-76. Karen Ytting var også engageret i internationalt arbejde for kvindesagen. Hun var bl.a. med i den officielle, danske regeringsdelegation ved FNs Kvindekonference i København i 1980. Det var desuden hendes fortjeneste, at Kvindeligt Arbejderforbund i 1981 meldte sig ind i Danske Kvinders Nationalråd. Inden hun forlod formandsposten i 1987, lykkedes det hende at få DKN på Finansloven. Ytting blev 1987 udnævnt til Ridder af Dannebrogordenen.